# Filippine
Le Filippine, ufficialmente Repubblica delle Filippine (in tagalog Republika ng Pilipinas; in inglese Republic of the Philippines; in spagnolo República de Filipinas), sono uno Stato insulare del Sud-est asiatico situato nel confine tra il Mar cinese Meridionale e l'oceano Pacifico; a metà strada tra il Vietnam e Palau; a nord è separato da Taiwan dallo stretto di Luzon, a ovest è bagnato dal mar Cinese Meridionale, a sud-ovest dal mare di Sulu verso il Borneo, a sud dal mar di Celebes che lo separa dalle altre isole dell'Indonesia e a est dal mar delle Filippine. La posizione nei pressi della cintura di fuoco del Pacifico e il clima tropicale fanno delle Filippine un'area frequentemente colpita da terremoti e tifoni, di cui alcuni anche molto violenti, come il tifone Yolanda, che nel 2013 provocò la morte di circa 8 000 persone. Le Filippine sono anche ricche di risorse naturali e sono una delle aree più ricche di biodiversità del mondo.
L'arcipelago comprende 7 641 isole distribuite in tre regioni geografiche principali: Luzon a nord, Visayas nel centro e Mindanao a sud. Dal 1976 la capitale è ufficialmente Manila, nella cui area metropolitana di Metro Manila risiede il governo. Con una popolazione stimata di quasi 111 milioni di persone, le Filippine sono il 13º Paese più popoloso del mondo e altri undici milioni di filippini vivono all'estero. Varie etnie e culture convivono sulle isole delle Filippine, che sono considerate come una nazione di recente industrializzazione; fin dalla loro indipendenza l'economia delle Filippine è stata in continua crescita. All'inizio del XXI secolo furono avviate riforme economiche che hanno portato il settore terziario a superare l'agricoltura come principale attività economica e attualmente i servizi incidono per oltre la metà del PIL del Paese. Tuttavia le Filippine devono ancora affrontare molte sfide nel settore delle infrastrutture, mancando inoltre di un adeguato sviluppo del settore del turismo, dell'istruzione, dell'assistenza sanitaria e dello sviluppo umano.
In epoca preistorica i Negritos delle Filippine sono stati tra i primi abitanti dell'arcipelago, seguiti da successive ondate di popoli che hanno portato le loro influenze malesi, indiane e islamiche, mentre il commercio ha portato influenze culturali cinesi. Nel 1521 l'arrivo di Ferdinando Magellano segnò l'inizio di un'era di influenza e successivamente di dominio spagnolo. Manila emerse come il centro economico dell'Impero spagnolo in Asia e il porto da cui partiva annualmente il Galeone di Manila. Tra il XIX e il XX secolo ebbe luogo una serie importante di conflitti, come la rivoluzione filippina, la guerra ispano-americana e la guerra filippino-americana. Come risultato di ciò gli Stati Uniti d'America sostituirono la Spagna come potenza dominante dell'arcipelago. Fatta eccezione per il periodo di occupazione giapponese, gli statunitensi mantennero la sovranità sulle isole fino alla fine della seconda guerra mondiale. Dopo l'indipendenza il Paese ha avuto un'esperienza spesso tumultuosa con la democrazia, che è servita a definire le caratteristiche della repubblica costituzionale.
L'influenza di questi periodi storici si riflette nella cultura attuale della nazione. Alcuni gruppi malesi hanno influenzato la cucina, la letteratura, la musica, la danza e l'architettura, mentre la religione cattolica e i nomi propri sono di provenienza spagnola. Infine la presenza degli Stati Uniti ha imposto l'uso della lingua inglese e una forte affinità con la cultura occidentale.

## Origini del nome
Il nome "Filippine" fu imposto all'arcipelago dall'esploratore spagnolo Ruy López de Villalobos in onore dell'allora principe Filippo, successivamente re Filippo II di Spagna dal 1556 al 1598: l'esploratore, durante la spedizione che lo portò in quelle terre fra il 1542 e il 1546, chiamò Las Islas filipinas le sole isole di Leyte e di Samar nome che poi venne esteso nella sua forma Filipinas all'intero arcipelago.
Successivamente, durante la rivoluzione filippina contro l'Impero spagnolo (1896-1898), il nome venne modificato in República Filipina; nel periodo compreso fra la guerra ispano-americana del 1898 fino al periodo del Commonwealth, le autorità coloniali statunitensi chiamarono l'arcipelago "le Isole filippine" come avevano fatto in precedenza gli spagnoli, dicitura che venne poi mantenuta anche dopo la liberazione dalla presenza statunitense, con la nascita dello Stato sovrano della Repubblica delle Filippine.

## Storia
La storia delle Filippine è probabilmente cominciata 30 000 anni fa con l'arrivo dei primi uomini sulle isole dell'arcipelago. Il primo europeo a sbarcare, il 16 marzo 1521, fu il portoghese Ferdinando Magellano che approdò sull'Isola di Homonhon a sud-est dell'isola di Samar e che rimase ucciso il 27 aprile di quell'anno sull'isola di Mactan per opera di locali guidati dal re Lapu-Lapu.
La colonizzazione spagnola vera e propria iniziò con l'arrivo nel 1565 della spedizione di Miguel López de Legazpi che occupò l'abitato di Cebu fondando la città moderna. Nel 1575 venne fondata la città murata di Intramuros, oggi parte di Manila, dando inizio all'epoca coloniale spagnola sulle isole che durò per più di tre secoli fino all'anno 1898 quando le Filippine vennero occupate dagli Stati Uniti.

La Giunta delle Filippine, di Francisco Goya (1815)

Gli spagnoli portarono l'unificazione politica dell'arcipelago, precedentemente costituito da isole indipendenti, dando vita così a quella che sarebbe divenuta la comunità delle Filippine. Introdussero inoltre nel Paese elementi della civiltà occidentale, come la stampa e il calendario.
Le Filippine furono dominate come un territorio della Nuova Spagna dal 1565 al 1821, in seguito amministrate direttamente da Madrid. Durante il periodo spagnolo furono fondate numerose città, furono costruite infrastrutture, furono introdotte nuove colture e bestiame e il commercio divenne fiorente. I missionari spagnoli convertirono la maggior parte della popolazione al cristianesimo e vennero fondate scuole, università e ospedali in tutto il Paese.
La Rivoluzione filippina contro la Spagna ebbe inizio nel mese di aprile del 1896 e culminò due anni più tardi con una proclamazione di indipendenza e la costituzione della Prima Repubblica delle Filippine. Tuttavia con il Trattato di Parigi del 1898, che pose fine alla guerra ispano-americana, il controllo delle Filippine venne trasferito agli Stati Uniti.

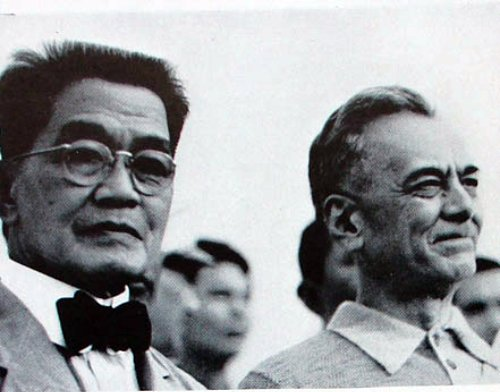
Emilio Aguinaldo, il primo presidente delle Filippine, con Manuel Quezón, primo presidente del Commonwealth delle Filippine

L'accordo non venne però riconosciuto dal governo filippino, e dopo l'arrivo a Manila di una flotta statunitense il 2 giugno 1899 dichiarò guerra agli Stati Uniti. La guerra filippino-americana causò ingenti perdite umane ai filippini. Il leader filippino Emilio Aguinaldo fu catturato nel 1901 e il governo degli Stati Uniti d'America dichiarò il conflitto ufficialmente concluso nel 1902. I leader filippini, per la maggior parte, dichiararono fedeltà agli statunitensi, ma la guerriglia continuò fino al 1913. La dominazione coloniale statunitense delle Filippine iniziò nel 1905 ponendo forti limitazioni all'amministrazione del governo locale.
Una parziale autonomia (Commonwealth status) venne concessa nel 1935. Ma i lavori preparatori per la piena sovranità vennero interrotti dall'occupazione giapponese delle isole durante la seconda guerra mondiale (1942-1945). La piena indipendenza dagli Stati Uniti fu concessa nel 1946.
Tra il 1948 e il 1954 l'Hukbalahap, un movimento di guerriglia di ispirazione comunista nata dalla resistenza all'occupazione giapponese, ha combattuto contro il governo filippino e le milizie dei grandi proprietari terrieri. Nel marzo 1948, il Partito Comunista e l'Hukbalahap furono dichiarati fuorilegge. Il numero dei militanti, stimato in 15 000, è diminuito drasticamente dal 1954 dopo le offensive governative. Il governo filippino ha utilizzato unità specializzate nella contro-insurrezione, che hanno diffuso il terrore tra la popolazione civile delle aree rurali sospettate di simpatie per la ribellione. Con l'assistenza militare statunitense, compreso il supporto psicologico, il governo riuscì a indebolire il movimento, che scomparve negli anni 1960.
La classe politica era composta da uomini spesso compromessi con i giapponesi, a partire da Manuel Roxas, eletto presidente nell'aprile 1946. Al contrario, ai deputati della resistenza all'occupazione giapponese fu vietato di sedere al Congresso per garantire la maggioranza necessaria all'adozione, nell'estate del 1946, di un emendamento costituzionale indispensabile per l'applicazione di una legge favorevole agli interessi economici americani. Nelle zone rurali, i grandi proprietari terrieri facevano coltivare i loro poderi da mezzadri con condizioni di vita miserabili. Si appropriano di una quota considerevole dei raccolti - di solito la metà - e spesso diventano i creditori di questi contadini fortemente indebitati. Le controversie tra proprietari terrieri e contadini sono frequenti e le autorità le risolvono con una parzialità che esaspera ancora di più questi ultimi.
Con una promettente economia nel periodo post-bellico, le Filippine, sul finire degli anni sessanta e l'inizio degli anni settanta, registrarono l'aumento dell'attivismo studentesco e dei disordini civili contro la corrotta dittatura del presidente Ferdinand Marcos, che dichiarò la legge marziale nel 1972.
A causa degli stretti legami con gli Stati Uniti, il presidente Marcos ne ottenne il sostegno, nonostante nella sua amministrazione fosse presente una massiccia corruzione, oltre a violazioni dei diritti umani. La Rivoluzione del Rosario del 1986, tuttavia, portò alla cacciata di Marcos (che abbandonò Manila a bordo di un elicottero militare e arrivò infine alle Hawaii dove venne esiliato fino alla sua morte) e si assistette al ritorno alla democrazia.
Da allora il Paese si è avviato sulla strada della democrazia, mentre l'economia è cresciuta a una media del 3,66% annuo tra il 1982 e il 2016, con un picco del 12,4% nel quarto trimestre del 1988..

## Geografia

### Territorio
Le Filippine sono un arcipelago di 7 640 isole aventi una superficie totale di circa 300000 km², incluse le acque interne. Con i loro 36289 km di litorale, le Filippine sono il quinto Paese al mondo per lunghezza delle coste. Il Borneo si trova a poche centinaia di chilometri di distanza a sud-ovest, mentre Taiwan si trova esattamente a nord dell'arcipelago.
La maggioranza delle isole risulta montuosa, di origine vulcanica, e ricoperta da una densa foresta tropicale. La montagna più alta è il Monte Apo, con un'altitudine di 2 954 metri sul livello del mare. Esso si trova sull'isola di Mindanao. La Fossa delle Filippine è invece il punto più profondo all'interno dei confini nazionali, ed è la terza fossa oceanica più profonda del mondo. Il Rio Grande de Cagayan è il fiume più lungo, 505 km, e si trova nel nord dell'isola di Luzon. La baia di Manila, sulle cui rive si trova la città di Manila, è collegata alla Laguna de Bay, che è il più grande lago nelle Filippine, dal Rio Pasig. Situate nella periferia occidentale della cintura di fuoco, le Filippine mostrano una sismicità molto alta. Diversi sono i vulcani attivi tra cui il Mayon, il Pinatubo e il Taal. L'eruzione del Pinatubo nel 1991 produsse l'eruzione terrestre più grande del XX secolo.
A causa della natura vulcanica delle isole i depositi di minerali sono abbondanti, e danno origine ad un terreno fertile. Inoltre il sottosuolo è ricco di giacimenti minerari: si stima infatti che le Filippine abbiano il secondo deposito al mondo di oro più importante dopo il Sudafrica e uno dei più grandi giacimenti di rame al mondo. La cattiva gestione e l'alta densità di popolazione hanno però impedito un concreto sfruttamento di queste risorse, mentre al contrario è stata ben sfruttata l'energia geotermica; le Filippine sono infatti il secondo Paese al mondo, dopo gli Usa, per produzione di tale energia, che equivale al 18% di tutta l'energia prodotta nel Paese..

### Clima

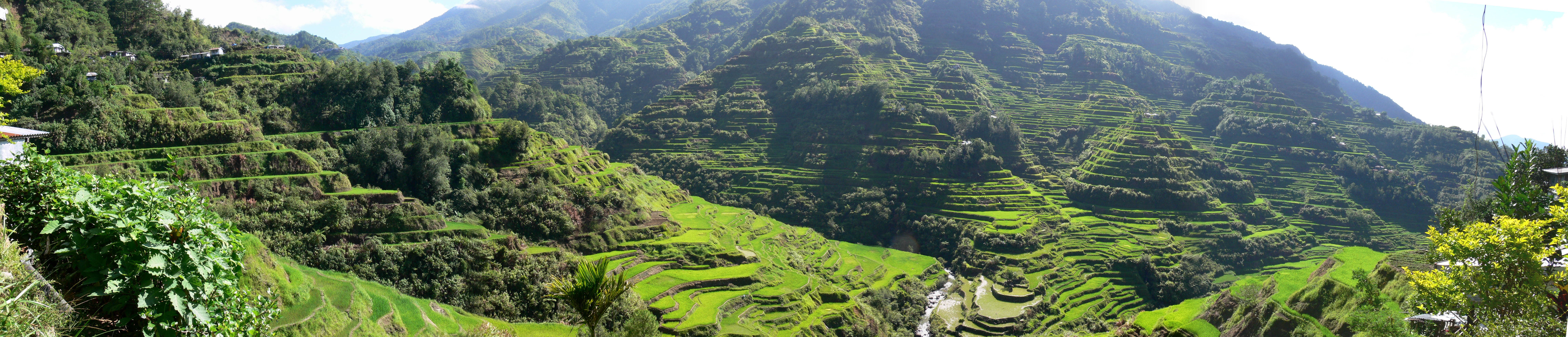
Terrazzamenti di Banaue scavati 2000 anni fa dagli antenati della popolazione indigena Batad

Le Filippine hanno un clima tropicale caldo e umido. La temperatura media annuale è di circa 26,5 °C (79,7 °F). L'anno è suddiviso in tre stagioni: Tag-init o Tag-araw (la stagione calda o estate, da marzo a maggio), Tag-ulan (la stagione delle piogge, da giugno a novembre), e Tag-lamig (la stagione fredda, da dicembre a febbraio). Le stagioni dei monsoni sono due: una umida e l'altra secca. Il monsone che spira da sud-ovest (da maggio a ottobre) è conosciuto con il nome Habagat, mentre quello che spira da nord-est (da novembre ad aprile) è noto come Amihan. Il mese più freddo è gennaio, quello più caldo è maggio. Entrambe le temperature minime e massime raggiungono il picco nei mesi di aprile e maggio rispettivamente. La capitale Manila e la maggior parte delle zone di pianura risultano calde e polverose da marzo a maggio. Anche in questo periodo le temperature medie superano di rado i 37 °C, mentre quella del mare raramente scende sotto i 27 °C. Le precipitazioni medie annue nelle regioni montuose sulla costa orientale possono arrivare fino a 5 000 millimetri, mentre nelle valli più riparate dalla pioggia meno di 1000 mm. L'intero arcipelago è spesso soggetto a passaggi di uragani e tifoni da luglio a ottobre. Il 7 novembre 2013 le Filippine centrali, precisamente la regione di Leyte, sono state colpite da Haiyan, un fortissimo tifone che ha messo in difficoltà milioni di persone: stime iniziali hanno contato oltre 10 000 vittime. Nelle ore successive, l'allarme si è spostato in Cina e Vietnam.

## Società

### Evoluzione demografica

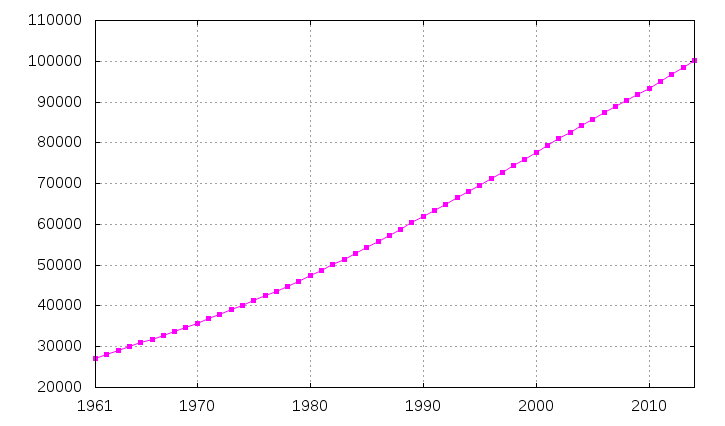
Evoluzione demografia dal 1961 al 2003

Dai dati recenti del 2025, la popolazione è di 116 milioni di persone, rendendo questa nazione la tredicesima più popolosa al mondo. La crescita demografica è tra le più alte di tutto il Sud-est asiatico (1,35% nel 2020). Due terzi degli abitanti complessivi vive nell'isola di Luzon e l'area metropolitana della capitale Manila, sempre nella stessa grande isola del nord, è l'undicesima al mondo, contando più di 11 milioni di abitanti.
L'aspettativa di vita è di 69,91 anni: 72,28 per le donne e 66,44 per gli uomini.
Le Filippine (insieme a Malaysia, Indonesia, Singapore e Thailandia) sono inoltre una delle cinque nazioni fondatrici dell'Associazione delle Nazioni del Sud-est asiatico.

### Etnie e minoranze straniere

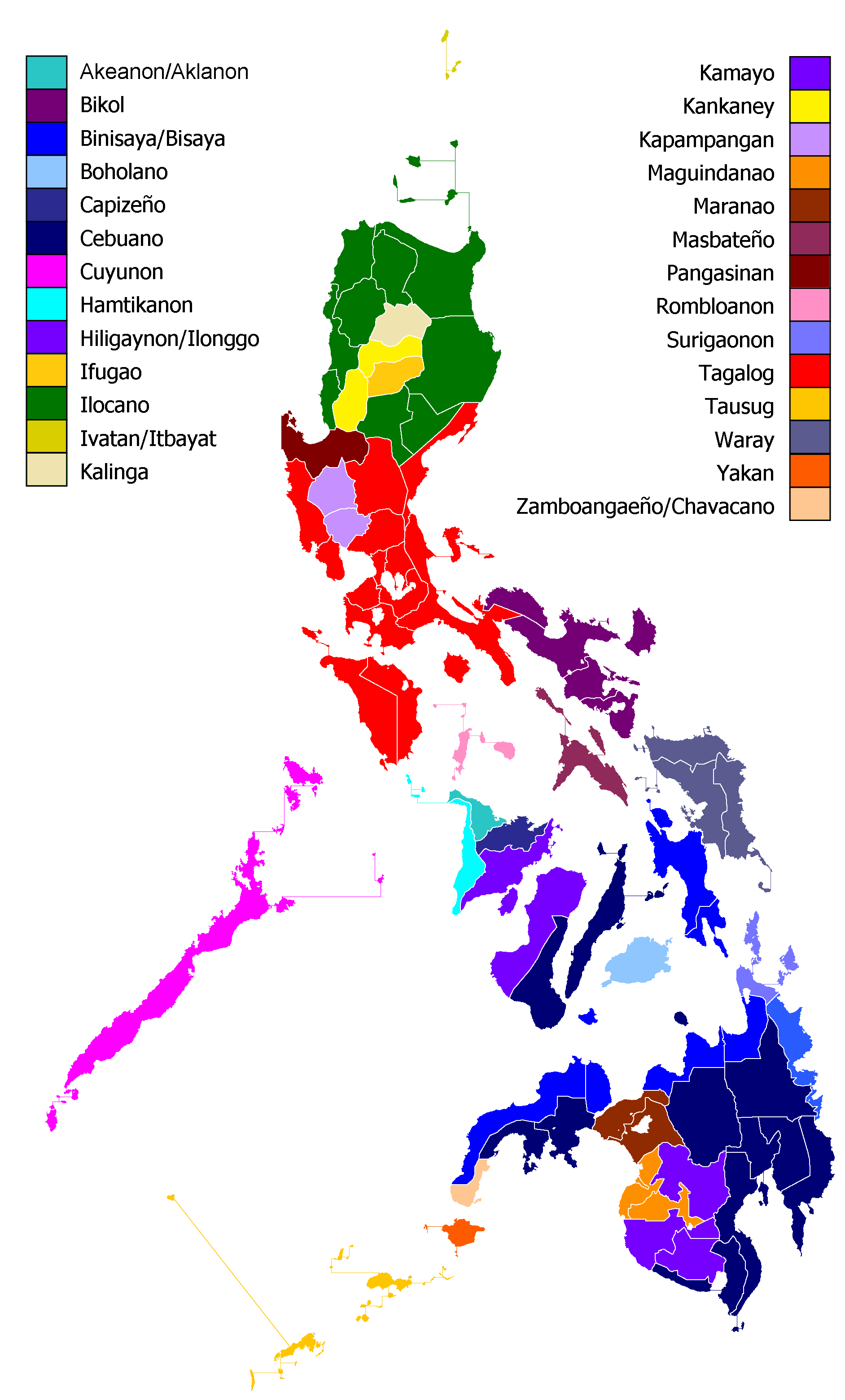
Mappa dei gruppi etnici nelle Filippine

Le Filippine ospitano molte etnie diverse sul proprio territorio. Esse sono in maggioranza popolazioni di origine austronesiana differenziate quasi esclusivamente dalla lingua ma vi è anche una distinzione religiosa, con la presenza di diversi gruppi di fede musulmana riuniti sotto il nome di etnia Moro e concentrati soprattutto nel lato occidentale dell'isola di Mindanao. Da notare anche la presenza di diversi gruppi tribali, tutti numericamente poco significativi, che si caratterizzano per non aver subito né l'influenza della cultura cristiana né di quella musulmana. Infine vanno segnalati almeno altri due gruppi di entità notevole, rappresentati dai meticci (mestizos) di origine spagnola (più di 2 000 000) e cinese (più di 1 000 000), due popolazioni massicciamente presenti nell'arcipelago da secoli, per motivi essenzialmente politici ed economici.
Primi dieci gruppi etnici delle Filippine (luglio 2007):
1. Bisaya (20 160 000)
2. Tagalog (13 928 000)
3. Ilocani (9 527 000)
4. Hiligaynon (8 068 000)
5. Bicolani (3 504 000)
6. Waray-Waray (3 426 000)
7. Kapampangan (2 667 000)
8. Ispanofilippini (2 575 000)
9. Albay Bicolani (2 155 000)
10. Panggasinan (1 637 000)

### Lingue e dialetti

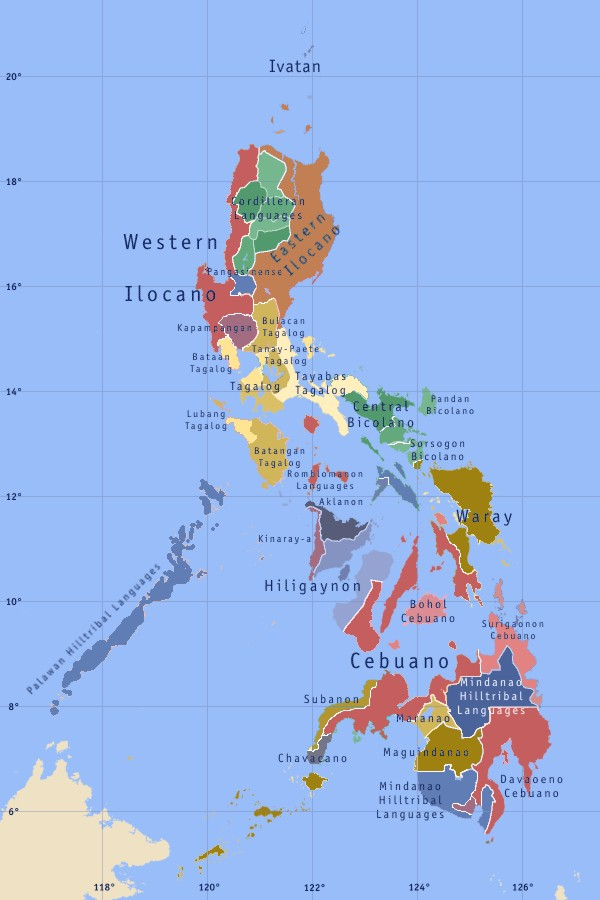
Lingue delle Filippine

Ethnologue elenca 175 lingue nelle Filippine, di cui 171 ancora parlate, mentre 4 sono lingue morte. Fanno parte del gruppo Borneo-Filippine delle lingue maleo-polinesiache, che a loro volta fanno parte delle lingue austronesiane. La maggior parte di queste appartengono alla famiglia delle lingue austronesiane.
Secondo la Costituzione filippina del 1987, il filippino e l'inglese sono le lingue ufficiali. Il filippino è una variante di prestigio della lingua tagalog e parlato nella regione di Manila e nella maggior parte delle Filippine. Il filippino e l'inglese sono utilizzati dal Governo, nell'istruzione, nei media, dalla stampa e dalle imprese. La Costituzione indica lingue regionali come bicolano, ilongo, cebuano, ilocano, hiligainón, pampango, pangasinense, tagalog e samareño come lingue ufficiali ausiliari. Prevede inoltre che lo spagnolo e l'arabo siano promossi su base volontaria e facoltativa. Ci sono altre lingue che hanno rilevanza valida in ambito regionale.
Tredici lingue indigene sono parlate da almeno un milione di persone ciascuna:
- lingua tagalog
- lingua cebuana
- lingua ilocana
- lingua hiligaynon
- lingua waray-waray
- lingua kapampangan
- lingue bicolane
- lingua bicolana di Albay
- lingua pangasinan
- lingua maranao
- lingua maguindanao
- lingua kinaray-a
- lingua tausug

### Religione
| Religione                                                                          | Religione                                                                          |  | Quota | Quota |
| ---------------------------------------------------------------------------------- | ---------------------------------------------------------------------------------- |  | ----- | ----- |
| Cristiana - Cattolica - Anglicana - Protestante - Antitrinitarismo - Evangelicismo | Cristiana - Cattolica - Anglicana - Protestante - Antitrinitarismo - Evangelicismo |  | 91,4% | 91,4% |
| Islam                                                                              | Islam                                                                              |  | 5,6%  | 5,6%  |
| Buddismo                                                                           | Buddismo                                                                           |  | 2%    | 2%    |
| Nessuna religione                                                                  | Nessuna religione                                                                  |  | 1%    | 1%    |

Le Filippine sono uno dei Paesi dell'Asia a maggioranza cristiana (gli altri sono la Russia, la cui parte siberiana è a maggioranza ortodossa, Georgia, Armenia e Timor Est). Il 92,5% della popolazione è di fede cristiana e di questa l'81% è cattolica mentre il resto della popolazione appartiene a un gran numero di chiese minori, tra cui l'evangelica (2,8%) e l'Iglesia di Cristo (2,3%).
Circa il 5% della popolazione filippina è di religione musulmana. I suoi fedeli appartengono essenzialmente all'etnia Moro (si noti il nome dato loro dagli spagnoli, per analogia con gli Arabi che conquistarono la Spagna, detti appunto moros, ossia "mori"), originaria dell'arcipelago di Sulu, dell'isola di Palawan e della zona occidentale di Mindanao. I processi di migrazione interna hanno fatto sì che questa etnia sia oggi presente su tutto il territorio nazionale così che, ad esempio, vi è un buon numero di praticanti musulmani in ognuna delle maggiori città. L'Islam filippino è di rito sunnita e ha vissuto attriti continui con le istituzioni e le autorità centrali, da sempre cristiane e cattoliche, con insistenti campagne di politiche separatiste che hanno portato alla formazione, nel 1989, della Regione Autonoma nel Mindanao Musulmano, formata da quelle province nelle quali la popolazione ha espresso con un voto referendario la volontà di riconoscersi in un'unità territoriale distinta geograficamente e per credo religioso.
Il resto della popolazione segue altre fedi, tra le quali l'animismo, praticato dalle popolazioni di origine tribale e presente nelle sue forme rituali anche in molta parte del culto cristiano e musulmano locale, o abbraccia altri credi come l'induismo, il buddhismo o il sikhismo, la presenza dei quali si spiega soprattutto per l'effetto dell'immigrazione di cittadini di altre nazionalità del Sud-est asiatico.

### Tradizioni e folclore

#### Festività
- 1º gennaio - Capodanno gregoriano
- Gennaio-febbraio - Capodanno cinese
- 25 febbraio - Anniversario della fine della Rivoluzione del Rosario del 1986
- Marzo o aprile - Settimana Santa[42]
- 9 aprile - Giorno del Bataan (Araw ng Kagitingan), commemorazione della caduta di Bataan durante la Campagna delle Filippine (1941-1942)
- 1º maggio - Festa del lavoro
- 12 giugno - Festa nazionale; Giorno dell'indipendenza delle Filippine dalla Spagna nel 1898
- 21 agosto - Giorno di Benigno Aquino Jr., commemorazione della sua morte nel 1983
- Ultimo lunedì di agosto - Giorno degli eroi nazionali; Anniversario del "grido di Pugad Lawin" del 1896 del Katipunan; inizio della Rivoluzione filippina; commemora tutti gli eroi della Nazione.
- Id al-adha - Festa del sacrificio, nel mese lunare di Dhū l
- 1º novembre - Giorno di tutti i Santi
- 30 novembre - Giorno di Andrés Bonifacio, celebrazione della sua nascita nel 1863
- 24-25-26 dicembre - Viglia, Natale e Santo Stefano
- 30 dicembre - Giorno di José Rizal, commemorazione del giorno della sua morte nel 1896
- 31 dicembre - Vigilia di Capodanno/Notte di San Silvestro nel calendario gregoriano

### Istituzioni, enti e associazioni

#### Sistema sanitario
La maggior parte dei servizi sanitari del Paese sono forniti da istituzioni sanitarie private. Nel 2010, la spesa totale per la salute ha rappresentato il 3,6% del PIL. Il 65,3% proveniva da aziende private, mentre il 34,7% era sovvenzionato dal Governo e l'1,3% da risorse esterne.
Nelle Filippine ci sono 90 370 medici, ossia uno per ogni 1 200 persone circa, 480 910 infermieri, 43 220 dentisti e un letto d'ospedale per ogni 769 persone.
Un problema è la fuga di professionisti qualificati, poiché il 70% degli infermieri diplomati si trasferiscono all'estero a lavorare: il Paese è infatti il più grande fornitore di infermieri del mondo.
Nel 2012 c'erano circa 1 800 ospedali in tutto il Paese, di cui il 40% circa statali e il 60% privati.
Le malattie cardiovascolari sono responsabili di oltre il 25% dei decessi. Secondo le stime ufficiali, tra gennaio e agosto 2012 ci sono stati 2 156 nuovi casi di infezione con il virus dell'immunodeficienza umana (HIV), di cui 116 hanno sviluppato la sindrome da immunodeficienza acquisita (AIDS). Da quando i casi di AIDS sono cominciati nel 1984, 353 persone sono morte per questa malattia negli ospedali filippini.

#### Forze armate
La difesa delle Filippine è sotto la responsabilità delle Forze Armate delle Filippine, che si compongono di quattro corpi:
- Hukbong Katihan ng Pilipinas, l'esercito
- Hukbong Dagat ng Pilipinas, la marina militare
- Hukbong Himpapawid ng Pilipinas, l'aeronautica militare
- Hukbong Kawal Pandagat ng Pilipinas, il corpo dei Marines.

Nel 2010, le forze armate filippine avevano più di 331 500 elementi attivi, ed erano di fatto la 40ª forza militare più grande del mondo. La polizia nazionale filippina è invece responsabile della sicurezza civile, sotto il comando del Dipartimento degli Interni e degli enti locali.
Nella Regione Autonoma nel Mindanao Musulmano, la più grande organizzazione separatista, il Fronte di Liberazione Nazionale Moro, governa politicamente la regione. Altri gruppi militanti come il Fronte di Liberazione Islamico Moro, il Nuovo Esercito del Popolo di comunisti, e l'Abu Sayyaf stanno ancora lottando in altre province, ma la loro presenza è in calo negli ultimi anni, a causa delle operazioni di sicurezza attuate dal Governo.
Le Filippine sono state un alleato degli Stati Uniti dopo la seconda guerra mondiale e, nel 1951, i due paesi hanno firmato un trattato di difesa reciproca. Le Filippine hanno sostenuto l'ideologia americana durante la guerra fredda e la partecipazione statunitense alla guerra di Corea e del Vietnam. Furono anche un membro della SEATO, un'organizzazione ormai dissolta il cui obiettivo era quello di assumere un ruolo simile alla NATO nella regione, e i cui membri erano Australia, Francia, Nuova Zelanda, Pakistan, Thailandia, Regno Unito e Stati Uniti.
Dopo l'inizio della guerra contro il terrorismo, l'esercito filippino ha fatto parte della coalizione che ha dato sostegno agli Stati Uniti in Iraq, ed è stato indicato come un importante alleato extra-NATO. Attualmente, il governo filippino lavora per fermare i gruppi di insorti nel suo territorio con l'aiuto del governo degli Stati Uniti.

## Politica
La Repubblica delle Filippine è una repubblica di tipo presidenziale, con il Presidente che ricopre contemporaneamente le cariche di Capo dello Stato e Capo del Governo.

### Costituzione
La Costituzione delle Filippine (Saligang Batas ng Pilipinas or Konstitusyon ng Pilipinas) risale al 2 febbraio 1987.

## Ordinamento dello Stato

### Suddivisioni amministrative

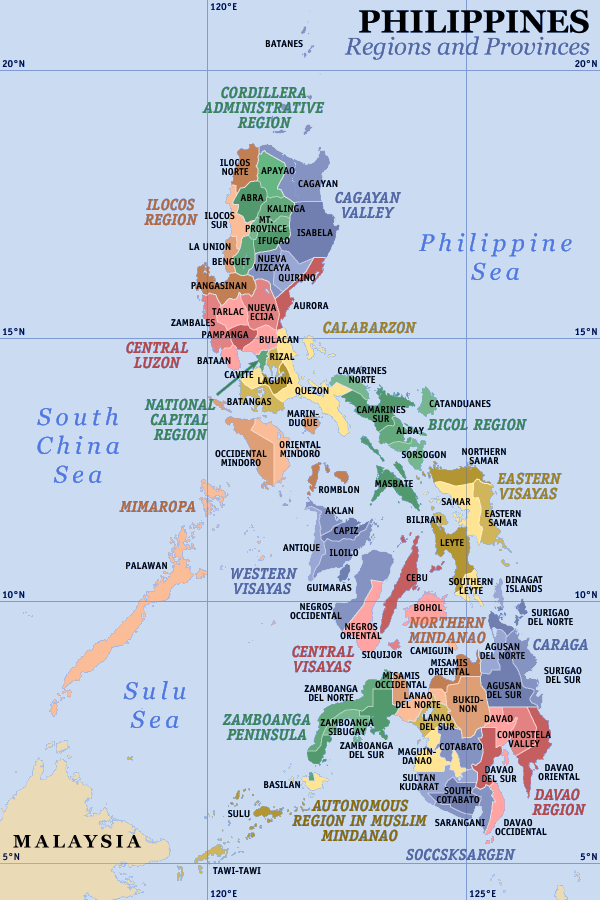
Le Province delle Filippine

Il territorio è diviso in tre grandi gruppi insulari: Luzon, Visayas e Mindanao. Le Regioni sono 17, le province sono 81, le città sono 117, i comuni 1 501 e i barangays 41 982.
Le regioni non hanno un vero e proprio organismo governativo, ma sono al servizio delle province che hanno un proprio governo. L'unica regione con un proprio governo è la Regione Autonoma nel Mindanao Musulmano.
Il 24 luglio 2006, l'allora presidente filippina Gloria Macapagal-Arroyo ha annunciato la proposta di creare cinque "super Regioni" economiche con l'intento di concentrare le forze al servizio dell'economia di aree specifiche.
Le diciassette Regioni delle Filippine sono:
- Ilocos (Regione I)
- Valle di Cagayan (Regione II)
- Luzon Centrale (Regione III)
- Calabarzon (Regione IV-A)
- Mimaropa (Regione IV-B)
- Bicol (Regione V)
- Visayas Occidentale (Regione VI)
- Visayas Centrale (Regione VII)
- Visayas Orientale (Regione VIII)
- Penisola di Zamboanga (Regione IX)
- Mindanao Settentrionale (Regione X)
- Davao (Regione XI)
- Soccsksargen (Regione XII)
- Caraga (Regione XIII)
- Regione Autonoma nel Mindanao Musulmano (ARMM)
- Cordillera (CAR)
- Regione Capitale Nazionale (NCR) (Metro Manila)

### Città
| 1  | Quezon City | Metro Manila          | 2 679 450 | 11 | Dasmariñas                  | Calabarzon              | 556 330 |
| 2  | Manila      | Metro Manila          | 1 660 714 | 12 | Cagayan de Oro              | Mindanao Settentrionale | 553 966 |
| 3  | Caloocan    | Metro Manila          | 1 378 856 | 13 | Parañaque                   | Metro Manila            | 552 660 |
| 4  | Davao       | Davao                 | 1 363 337 | 14 | Las Piñas                   | Metro Manila            | 532 223 |
| 5  | Cebu        | Visayas Centrale      | 798 809   | 15 | General Santos              | Soccsksargen            | 529 542 |
| 6  | Zamboanga   | Penisola di Zamboanga | 774 407   | 16 | Makati                      | Metro Manila            | 510 383 |
| 7  | Antipolo    | Calabarzon            | 633 971   | 17 | Bacolod (Negros Occidental) | Visayas Occidentale     | 499 497 |
| 8  | Pasig       | Metro Manila          | 617 301   | 18 | Muntinlupa                  | Metro Manila            | 452 943 |
| 9  | Taguig      | Metro Manila          | 613 343   | 19 | Tagum                       | Davao                   | 450 526 |
| 10 | Valenzuela  | Metro Manila          | 568 928   | 20 | San Jose del Monte          | Luzon Centrale          | 439 090 |

## Cultura

### Istruzione

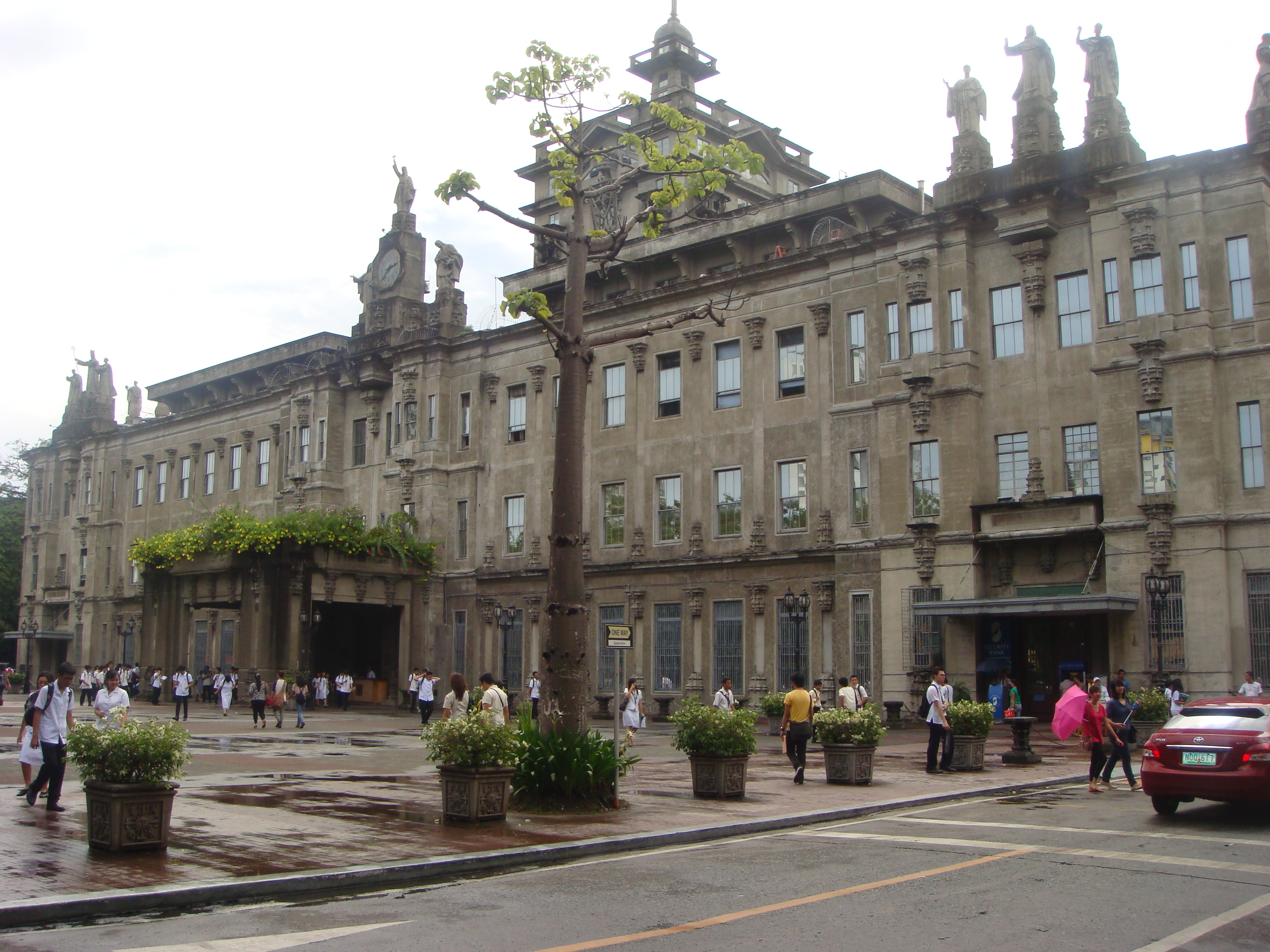
L'Università di Santo Tomás a Manila, una delle più antiche e prestigiose università asiatiche

Il tasso di alfabetizzazione nelle Filippine al 2009 era del 92,6% e il tasso di alfabetizzazione funzionale dell'84,1%. La spesa per l'istruzione è di circa il 2,5% del PIL Secondo il Ministero della Pubblica Istruzione nel 2010 c'erano 44 846 scuole elementari e 10 384 scuole secondarie registrate e 2 180 istituti di educazione superiore, 607 dei quali erano pubblici e 1 573 privati. Le lezioni iniziano nel mese di giugno fino alla fine di marzo, ma nella maggior parte delle università seguono un calendario semestrale che va da giugno a ottobre e da novembre a marzo. La legge n. 9155 fornisce il quadro giuridico per l'istruzione di base nelle Filippine e definisce l'istruzione primaria e secondaria come obbligatoria e gratuita, sebbene molti non ne abbiano accesso nella pratica.
Diverse agenzie governative sono coinvolte nel processo di istruzione. Il Dipartimento della Pubblica Istruzione copre le scuole elementari, secondarie e informali. L'Autorità di Educazione Tecnica e Sviluppo delle Abilità (TESDA) amministra la formazione post-secondaria e il livello di istruzione, mentre la Commissione dell'istruzione superiore (CHED) supervisiona le università e i programmi accademici di posgrado, inoltre regola le norme dei corsi di educazione superiore.

#### Università
La Pontificia Università Reale di Santo Tomás, o semplicemente Università di Santo Tomás, è un'università cattolica privata di proprietà dell'Ordine dei Domenicani, situata a Manila. Attualmente, come popolazione studentesca, è la più grande università cattolica del mondo, che fu fondata il 28 aprile 1611 dall'arcivescovo spagnolo Miguel de Benavides. Oggi, non solo detiene i più antichi statuti di fondazione delle Filippine, ma è la più antica università in Asia.
L'Università delle Filippine, fondata nel 1908, invece, è l'università nazionale più grande e più importante del Paese.

### Architettura e patrimoni dell'umanità
L'architettura filippina è caratterizzata da una forte influenza spagnola integrata a molteplici elementi della cultura dei filippini nativi. Infatti, secondo il folclore locale, le tipiche case filippine devono soddisfare alcune caratteristiche architettoniche per garantire buona fortuna e prosperità per le famiglie che vi abitano. Per esempio, la casa ideale per ricevere i raggi del sole del mattino in due delle sue facciate. Le scale devono essere orientate verso est, non devono essere situate al centro dell'edificio e hanno un numero di scalini che è un multiplo di tre. Inoltre non devono essere posizionate due porte esattamente di fronte, non devono essere costruiti scantinati, e il letto deve stare lontano dalla porta e la sala da pranzo deve essere la stanza più grande della casa.
L'influenza dell'architettura spagnola è evidente anche nel modo in cui sono state progettate molte città, attorno a una piazza centrale, anche se molti degli edifici storici sono stati demoliti durante la seconda guerra mondiale. Alcuni esempi architettonici ancora in piedi includono principalmente chiese, edifici governativi e università. In effetti, nella Lista dei patrimoni dell'umanità dell'UNESCO sono presenti quattro chiese barocche: la Chiesa di Sant'Agostino di Manila, la Chiesa di Sant'Agostino a Paoay, la Chiesa di Nostra Signora dell'Assunta a Santa Maria e la Chiesa di San Tomas de Villanueva, a Miagao. Anche la città di Vigan è nota per le molte case e i molti edifici in stile spagnolo ancora conservati.
Dopo il dominio americano e la seconda guerra mondiale, l'architettura filippina ha iniziato a adattarsi all'architettura occidentale che, combinata con le tradizioni locali, culminò con la creazione dello "stile filippino", presente in edifici come la sede della "Camera dei rappresentanti" e in genere negli edifici governativi. Gli Architetti Uniti delle Filippine (UAP) sono un'organizzazione creata nel 1974 al fine di gestire gli architetti certificati del Paese e promuovere opere a livello nazionale e internazionale.

### Pittura e scultura
Prima dell'arrivo degli europei, ogni gruppo etnico aveva sviluppato e affinato le proprie manifestazioni artistiche; l'arte fu influenzata dai malesi, dai cinesi e dagli islamici. Tuttavia, è stato durante la colonizzazione, e una volta che i filippini furono convertiti al cristianesimo, che iniziarono a esprimersi in pale d'altare, rilievi e sculture legate ai santi della Chiesa cattolica, piuttosto che a rappresentazioni dei loro idoli. Successivamente, nel XIX secolo, le sculture si indirizzarono verso altre espressioni religiose, mostrando persone di tutti i gruppi etnici intente nei loro compiti di vita quotidiana. Successivamente nella pittura, durante il dominio statunitense, si aprì la strada del modernismo che arricchì il patrimonio artistico della nazione.

### Letteratura
La letteratura filippina comprende opere solitamente scritte in filippino, spagnolo e inglese. Il primo libro stampato nelle Filippine è la Doctrina Christiana (1593) . Alcune delle opere filippine più conosciute sono state scritte nel XIX secolo. Francisco Balagtas, poeta e drammaturgo che scrisse il poema epico Florante at Laura (1838), è riconosciuto come un importante scrittore in lingua tagalog. José Rizal, che scrisse i romanzi Noli me tangere (1887) e El filibusterismo (1891), è anche considerato un eroe nazionale. Le sue raffigurazioni delle ingiustizie degli spagnoli, e la sua morte per fucilazione, ispirò altri rivoluzionari filippini a cercare l'indipendenza dal dominio spagnolo. Nel XX secolo, altri scrittori filippini ufficialmente riconosciuti come artisti nazionali sono: NVM Gonzalez, Nick Joaquin, F. Sionil Jose, e Alejandro Roces.

### Musica
La musica filippina può essere classificata in tre gruppi principali: la musica folk, la musica popolare spagnola e la musica contemporanea. La musica folclorica comprende tutte le musiche tradizionali dei gruppi indigeni. I principali strumenti musicali utilizzati sono, tra gli altri, il gong, lo xilofono, il flauto, il tamburo, di cui uno tipico è il dabakan, l'arpa, la cetra di bambù. La musica influenzata dagli spagnoli è per lo più di stampo religioso, anche se alcune combinazioni con influenze indigene hanno portato alla creazione di vari canti tradizionali, e la musica contemporanea è invece fortemente legata alla cultura statunitense, come ad esempio il pinoy pop, genere comprendente vari stili occidentali come il rock, il jazz, l'hip hop, la disco e il pop. Un tipo di musica tradizionale filippina è rappresentata dal kulintang.
Tra i compositori e cantautori del XX secolo vi sono Levi Celerio (1910-2002), noto anche come paroliere, nel 1997 insignito del riconoscimento di artisti nazionale per la categoria Musica e Letteratura.
Tra le cantanti spicca J. Rey Soul e ancora il cantautore e musicista Freddie Aguilar.

### Cinema
In ambito cinematografico, ma anche televisivo spicca la figura di Dolphy, che fu anche un importante esponente dello spettacolo comico filippino.
Tra i film premiati spicca The Woman Who Left - La donna che se ne è andata diretto dal regista Lav Diaz, Leone d'oro al miglior film, nel 2016, alla Mostra del Cinema di Venezia.

### Cucina
La cucina filippina si è evoluta nel corso dei secoli, dalle origini maleo-polinesiane per diventare poi una cucina mista con influenze ispaniche, asiatiche, americane e altre, adattate agli ingredienti locali per creare piatti chiaramente filippini. Esistono piatti semplici, come un pasto a base di pesce salato fritto e riso, o più elaborati, come ad esempio la paella, preparati in occasioni delle festività. Le ricette popolari includono carne di maiale, soprattutto da latte, adobo, sinigang, kare kare, tapa, zampa croccante, pansit bihon, Lumpiang prito e halo-halo. Alcuni ingredienti locali comuni utilizzati in cucina sono le calamondine, le noci di cocco, la saba banana, i manghi e varie varietà di pesci, tra cui il pesce latte.
I filippini tendono a favorire sapori forti, tuttavia i loro piatti non sono così piccanti come quelli tradizionali dei paesi vicini.
A differenza di molti asiatici dei paesi vicini, i filippini non mangiano con le bacchette, ma usano le posate occidentali. Tuttavia, forse perché il riso è l'alimento base e un gran numero di stufati e piatti molto popolari sono fatti con esso, gli utensili presenti a tavola nelle Filippine sono cucchiaio e forchetta, e non coltello e forchetta.
Il modo tradizionale di mangiare con le mani, noto come kamayan, è più frequente nelle zone poco urbanizzate.

### Scienza e tecnologia

#### Le Filippine nello spazio
19 agosto 1997: viene lanciato Agila 2 (chiamato anche Mabuhay 1 e ABS-5 e poi rinominato come ABS-3), il primo satellite spaziale filippino.

### Mitologia e folclore
Tipico della mitologia filippina è il Tikbalang: si tratta di una creatura leggendaria dalle sembianze equine che si nasconderebbe tra le montagne e le foreste delle Filippine. Nel folclore filippino è anche noto un caratteristico vampiro alato chiamato Manananggal. Il Diwata, invece, è una creatura leggendaria della mitologia filippina.

### Altri aspetti culturali
Nel 2021 la giornalista Maria Ressa è stata insignita del Premio Nobel per la pace, diventando la prima personalità filippina a ricevere tale riconoscimento.

## Economia

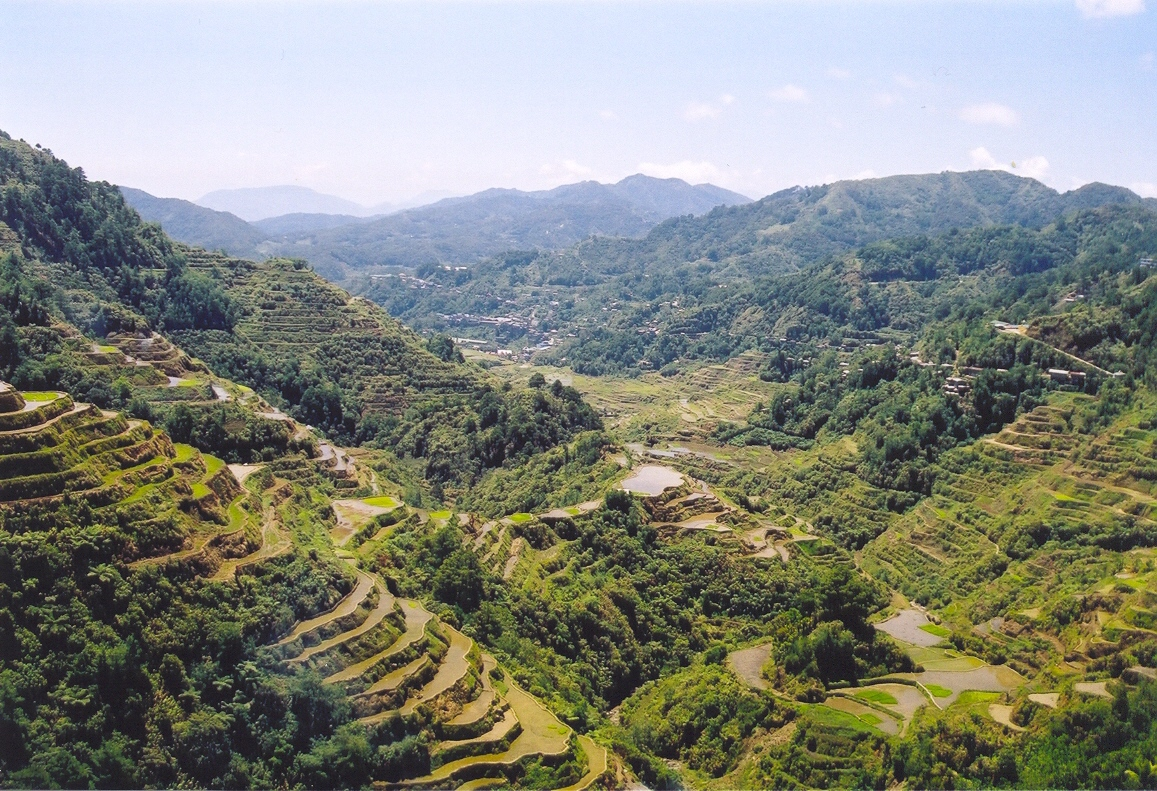
Terrazzamenti per la coltivazione del riso sulle montagne della Cordillera nei pressi di Banaue (sito protetto dall'UNESCO)

L'economia delle Filippine è la 34ª più grande al mondo, con un prodotto interno lordo calcolato nel 2012 pari a 250 182 milioni di dollari (nominale) e a 419 572 milioni di dollari (PPA), con un PIL pro-capite nominale di 2 612 dollari e a parità di potere d'acquisto di 4 380 dollari. Le esportazioni primarie includono semiconduttori e prodotti elettronici, mezzi di trasporto, abbigliamento, prodotti in rame, prodotti petroliferi, olio di cocco e frutti. I principali partner commerciali sono Stati Uniti, Giappone, Cina, Singapore, Corea del Sud, Paesi Bassi, Hong Kong, Germania, Taiwan e Thailandia. La valuta delle Filippine è il peso filippino.
Grazie alla posizione sul mare, ogni isola delle Filippine ha un forte sviluppo nel campo della pesca. I lavori legati alla natura (agricoltura, allevamento, pesca) sono molto presenti in tutte le isole, tuttavia il Paese sta attraversando una trasformazione da un'economia basata sull'agricoltura a un'economia basata più sui servizi; il settore dei servizi produce infatti il 57% del PIL, contro il 31% dell'industria e il 12% dell'agricoltura, nonostante una forza lavoro, in quest'ultima, pari al 32% della popolazione.
L'allevamento più diffuso è quello del carabao, che viene utilizzato per il lavoro dei campi e per la carne. I filippini sono abili artigiani e i loro lavori si collegano con le antiche tradizioni tramandate di padre in figlio. Pur trovandosi in una posizione favorevole per i commerci, le Filippine sono molto chiuse in questo settore economico, anche se i loro prodotti sono molto raffinati e realizzati con tecniche particolari conosciute solo dalle persone più esperte.

### Turismo
Il turismo è uno dei fattori che regge le diverse isole. Lo splendore unico dei paesaggi filippini attira molti turisti (circa 15 milioni nel 2013). Molti piccoli villaggi sono diventati dei camping o villaggi turistici che offrono strutture e servizi per ogni occasione.

## Infrastrutture e trasporti
Le infrastrutture di trasporto nel Paese sono relativamente sottosviluppate. In parte ciò è dovuto al terreno montagnoso e alla geografia dell'arcipelago, costituito da innumerevoli isole separate tra loro, ma è anche il risultato di una persistente mancanza di investimenti del governo nel settore delle infrastrutture. Nel 2003, solo il 3,6% del PIL è andato allo sviluppo delle infrastrutture, percentuale significativamente inferiore a quella di alcuni paesi vicini. Di conseguenza, mentre ci sono 203025 km (126,154 miglia) di strade del Paese, solo il 20% del totale è asfaltato. Tuttavia ci sono molti modi per muoversi, soprattutto nelle aree urbane. Autobus, jeepneys, taxi, e tricicli motorizzati sono comunemente disponibili nelle principali città e cittadine. Nel 2007 vi erano circa 5 530 000 veicoli immatricolati a motore, che aumentavano a un tasso medio annuo del 4,55%. I servizi del treno sono forniti dalle tre principali reti ferroviarie che servono zone diverse, dal Metro Manila a Luzon.
Essendo un arcipelago, il viaggio tra le isole tramite le moto d'acqua è spesso necessario per spostarsi. I porti marittimi più trafficati sono Manila, Cebu, Iloilo, Davao, Cagayan de Oro e Zamboanga. Le navi passeggeri e di altri tipi di navi, come quelli gestiti da Superferry, Negros Navigation e Linee Sulpicio servono Manila, con collegamenti con varie città. Alcuni fiumi che attraversano le aree metropolitane, come il fiume Pasig e Marikina River, consentono la navigazione con traghetti per pendolari con aria condizionata. Il Servizio Ferry Par ha numerose fermate a Manila, Makati e Marikina.

### Aeroporti
Nelle Filippine ci sono attualmente 85 aeroporti pubblici: l'aeroporto internazionale Ninoy Aquino, situato presso la capitale Manila, è il principale aeroporto d'ingresso del Paese oltre che il maggiore aeroporto internazionale. Altri aeroporti importanti sono l'aeroporto internazionale di Clark, l'aeroporto internazionale di Lapu-Lapu-Mactan presso Cebu, l'aeroporto internazionale di Davao - Francisco Bangoy e l'aeroporto internazionale di Zamboanga nell'estremo Sud del Paese.
La compagnia aerea di bandiera è la Philippine Airlines, che è anche la più vecchia compagnia aerea commerciale dell'Asia a mantenere ancora il nome originale, mentre la Cebu Pacific è la principale compagnia aerea low cost.

## Ambiente

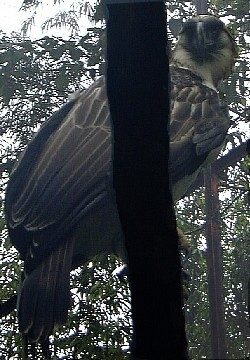
L'aquila delle Filippine è una delle specie di rapaci più rare al mondo

Il fatto di essere un arcipelago, l'estensione geografica, il clima tropicale, e la variegata orografia, rendono le Filippine uno dei Paesi con il più alto livello di biodiversità ed endemismo del pianeta. La flora e la fauna dell'arcipelago sono costituite da una miscela di specie asiatiche e australasiatiche per via del fatto che le Filippine si trovano poco a nord della linea di Wallace, che separa Asia e Oceania; i due continenti, che hanno avuto storie evolutive diverse, hanno apportato una grande biodiversità in quelle zone.
Le acque territoriali delle Filippine occupano circa 1,67 milioni di chilometri quadrati, e ospitano una vita sottomarina unica e diversa, con mari che ospitano più di 2 000 specie di pesci oltre a coralli, molluschi, crostacei e alghe. Le foreste pluviali offrono habitat a oltre 530 specie di uccelli, circa 800 specie di orchidee e circa 8 500 specie di piante da fiore.
Le foreste e le lunghe coste hanno permesso l'evoluzione di una vasta gamma di uccelli, piante, animali e creature marine e hanno reso le Filippine uno dei dieci Paesi a più alto tasso di biodiversità per unità di superficie del mondo.
La deforestazione, spesso praticata illegalmente, rimane però un problema grave e strutturale dell'arcipelago: la superficie delle foreste è infatti diminuita dal 70% del 1900 al 18,3% del 1999. Molte specie sarebbero pertanto in via di estinzione e gli scienziati affermano che le Filippine hanno subito un tasso di estinzione catastrofica, del 20%, alla fine del XX secolo e per questo motivo l'Unione internazionale per la conservazione della natura asserisce che le Filippine sono tra i Paesi a cui dare la massima priorità per la conservazione delle specie.
É da ricordare inoltre il Parco nazionale del fiume sotterraneo di Puerto Princesa, inserito, nel 1999, nella Lista dei patrimoni dell'umanità dell'UNESCO e inserito, nel 2012, tra le Nuove sette meraviglie del mondo naturali

### Flora
Nelle Filippine sono presenti circa 13 500 specie vegetali, 3 200 delle quali non sono presenti in nessun altro posto al mondo. Le foreste pluviali delle Filippine hanno una ricca flora, tra cui rari tipi di orchidee e di rafflesie.
Grazie al clima tropicale, le piante da fiore sono abbondanti e sono utilizzate come ornamenti, per la fabbricazione di profumi e come alimenti. Tra questi c'è l'ylang-ylang (Cananga odorata), usato in profumeria, e la cosiddetta sampaguita o "gelsomino d'Arabia" (Jasminum sambac), dichiarato fiore nazionale delle Filippine con Decreto presidenziale del 1934. Altri vegetali presenti includono 54 specie di bambù, le palme da cocco, che sono alla base dell'economia di molte città, gli alberi di nypa (Nypa fruticans) e di mabolo (Diospyros blancoi), il cui legno è sfruttato per le costruzioni, il Canarium ovatum, il durian e diverse specie di piante carnivore del genere Nepenthes.

### Fauna
Si possono trovare circa 1 100 specie di vertebrati terrestri, tra cui oltre 200 specie di mammiferi e oltre 600 specie di uccelli. Tra le specie endemiche sono presenti il tamarù di Mindoro, il cervo maculato delle Visayas, il tragulo delle Filippine, il cinghiale delle Visayas, il lemure volante delle Filippine e diverse specie di pipistrelli. Il territorio è privo di grandi predatori, con l'eccezione di serpenti, pitoni, cobra e rapaci come l'aquila delle Filippine. Tra gli altri animali nativi ci sono la civetta delle palme comune, il dugongo e il tarsio delle Filippine. Endemico dell'arcipelago è il coccodrillo delle Filippine, rettile a rischio di estinzione: è una specie gravemente minacciata, e le residue colonie (poche centinaia di esemplari, allo stato selvatico) sono minacciate in maniera piuttosto seria dalle gravi alterazioni cui sono sottoposti gli habitat da esse occupati.
Essendo un arcipelago di oltre 7 000 isole, grande rilevanza ha anche la fauna marina, che è tra le più ricche del mondo; nelle acque territoriali si trovano oltre 3 000 specie diverse di pesci, 800 specie di coralli (su circa 6 000 specie note in tutto il mondo) e addirittura circa 20 000 specie di molluschi (su circa 110 000 specie note in tutto il mondo), oltre a mammiferi marini come delfini e balene e varie specie di tartarughe.

## Sport
Nelle Filippine gli sport più popolari sono la pallacanestro e il pugilato.

### Pugilato
Nel pugilato le Filippine hanno raggiunto ottimi risultati in particolare con Manny Pacquiao, primo e unico campione mondiale in otto classi di peso, dove ha vinto undici titoli iridati.

### Basket
Il basket è lo sport di squadra più praticato e seguito del Paese.

### Giochi olimpici
Le Filippine ai Giochi olimpici hanno conquistato la prima medaglia alle Olimpiadi di Amsterdam 1928 con il bronzo da parte di Teófilo Yldefonso, nel nuoto, 200 metri rana.
Ma il primo oro olimpico venne conquistato il 26 luglio 2021 alle Olimpiadi di Tokyo 2020 con Hidilyn Diaz, nel sollevamento pesi.

### Altri sport
Vengono praticate e studiate anche arti marziali, in particolare l'escrima, antica arte marziale che prevede anche l'uso delle armi; meno conosciuta in Occidente è invece il Yaw Yan ovvero la kickboxing filippina, chiamata anche la "danza della morte", abbastanza simile al muay thai (pugilato tailandese).